# Competència monopolista
La competència monopolista és un tipus de competència imperfecta de manera que hi ha molts productors que competeixen entre ells en el mercat, però venen productes que es diferencien els uns dels altres (per exemple, per marca o qualitat) i, per tant, no són substitutius perfectes. En la competència monopolística, una empresa pren com donats els preus que cobren els seus rivals i ignora l'impacte dels seus propis preus en els preus d'altres empreses. Si això passa en presència d'un govern coercitiu, la competència monopolística caurà en el monopoli concedit pel govern. A diferència de la competència perfecta, l'empresa manté capacitat excedent. Juntament amb l'oligopoli és un dels dos models de mercats que són més freqüents en la vida real.
En la competència monopolista, el venedor aconsegueix diferenciar el producte, amb el qual, malgrat que hi ha moltes empreses, es poden fixar certs nivells de preus i actuar de manera semblant a un monopoli. Com sempre, per obtenir el màxim benefici es produirà la quantitat en la qual l'ingrés marginal és igual al cost marginal. Són exemples de competència monopolista: benzineres, restaurants, perruqueries…
Aquí cada empresa acostuma a tenir els seus clients i actua seguint el model del monopoli tenint en compte que la resta dels béns són substitutius imperfectes i per tant, cada empresa tracta de diferenciar el seu producte i mantenir la clientela. D'aquesta forma, seran més monopolistes com més augmenti la diferència del seu producte respecte de la dels altres béns. A partir de la publicitat i d'altres variables, s'aconsegueix diferenciar el producte en aquest tipus de mercats (amb més qualitat, millor equip, millor presentació…)